# Visual Basic
O Visual Basic é uma linguagem de programação produzida pela empresa Microsoft, e é parte integrante do pacote Microsoft Visual Studio. Sua versão mais recente faz parte do pacote Visual Studio .NET, voltada para aplicações .Net. Sua versão anterior fez parte do Microsoft Visual Studio 6.0, ainda muito utilizado atualmente por aplicações legadas.
Um aperfeiçoamento do BASIC, a linguagem é dirigida por eventos (event driven), e possui também um ambiente de desenvolvimento integrado (IDE — Integrated Development Environment) totalmente gráfico, facilitando enormemente a construção da interface das aplicações (GUI — Graphical User Interface).
O nome sabao, é Derivado de:
- Basic — a linguagem de Programação
- Visual — o Nome do Pacote EX: Visual studio (Visual C++, Visual C#, Visual Basic .NET)

Visual Basic era muito usada em ambientes corporativos: uma pesquisa de 2005 indicou que 62% dos programadores usavam uma forma de Visual Basic, seguido de C++, JavaScript, C# e Java. Atualmente foi suplantada pelo Java
Em suas primeiras versões, o Visual Basic não permitia acesso a bancos de dados, sendo portanto voltado apenas para iniciantes, mas devido ao sucesso entre as empresas — que faziam uso de componentes adicionais fabricados por terceiros para acesso a dados — a linguagem logo adotou tecnologias como DAO, RDO, e ADO, também da Microsoft, permitindo fácil acesso a bases de dados. Mais tarde foi adicionada também a possibilidade de criação de controles ActiveX, e, com a chegada do Visual Studio .NET, o Visual Basic — que era pseudo-orientada a objetos — tornou-se uma linguagem totalmente orientada a objetos (OO).
Existem várias linguagens derivadas, entre as quais:
- VBScript é a linguagem default (por definição) para Active Server Pages e pode ser usada no scripting (programação) de Windows e de páginas da Internet.
- Visual Basic .NET é a nova versão do Visual Basic, que é parte integrante da plataforma Microsoft .NET. Essa versão não é totalmente compatível com as versões anteriores, mas existe a possibilidade de converter códigos antigos, que após uma revisão podem ser usados no Visual Basic .NET. Para fins de comparação, essa linguagem usa o paradigma de Orientação a Objeto e você encontrará muita semelhança com o Java.
- Visual Basic for Applications (VBA) permite a criação de macros, e está integrado em todos os produtos da família de produtos Microsoft Office, e também em outros produtos de terceiros tais como Visio (agora pertencente à Microsoft) e WordPerfect Office 2002.

## Exemplo de um código em Visual Basic 6
```
Private
 
Sub
 
Form_Load
()

    
'Exibe uma caixa de mensagem com a descrição "Olá mundo!"

    
MsgBox
 
"Olá mundo!"

End
 
Sub

Private
 
Sub
 
Command1_Click
()

    
On
 
Error
 
GoTo
 
Erro

    
Dim
 
A
 
as
 
Long
,
 
B
 
as
 
Long
,
 
C
 
as
 
Long

    
A
 
=
 
InputBox
(
"Informe o 1° número a somar : "
,
 
"Soma"
,
 
""
)

    
B
 
=
 
InputBox
(
"Informe o 2° número a somar : "
,
 
"Soma"
,
 
""
)

    
C
 
=
 
A
 
+
 
B

    
MsgBox
 
C
,
 
vbInformation
 
+
 
vbOKOnly
,
 
"Soma"

Exit
 
Sub

Erro
:

    
If
 
Err
.
Number
 
<>
 
0
 
Then

        
MsgBox
 
"Ocorreu o seguinte erro : "
 
&
 
Err
.
Description
 
&
 
vbCrLf
 
&
 
"Código do erro : "
 
&
 
Err
.
Number
,
 
vbInformation
 
+
 
vbOKOnly
,
 
"Alerta!"

    
End
 
If

end
 
if
 
private
 
sub

```

## Mudanças
A partir de 2002 (a primeira versão da plataforma .Net) a linguagem Visual Basic mudou em vários aspectos ganhando muitos recursos utilizados anteriormente em outras linguagens como Java e C++ (herança, polimorfismo, etc), porém continuou com a mesma sintaxe, mas por ser Orientado a Objetos as suas funções e métodos foram encapsulados em namespaces e classes.
Outras grandes melhorias com a plataforma .Net que fortaleceram a linguagem foi a possibilidade de programação para WEB (ASP.Net), dispositivos móveis, Windows Forms e mais recentemente Silverlight. Seu acesso a dados, que sempre foi um dos principais recursos, foi melhorado com o ADO.Net (baseado em XML) permite um acesso desconectado com o banco de dados.
Com o lançamento do Visual Basic 2008, o XAML e seu design gráfico estrearam com novos recursos.